# Catena Kesch-Chüealphorn-Grialetsch
La Catena Kesch-Chüealphorn-Grialetsch (in tedesco Kesch-Chüealphorn-Grialetsch-Kette) è un massiccio montuoso delle Alpi dell'Albula. Si trova in Svizzera (Canton Grigioni). Prende il nome dalle tre montagne più significative: il Piz Kesch, il Chüealphorn ed il Piz Grialetsch.

## Collocazione

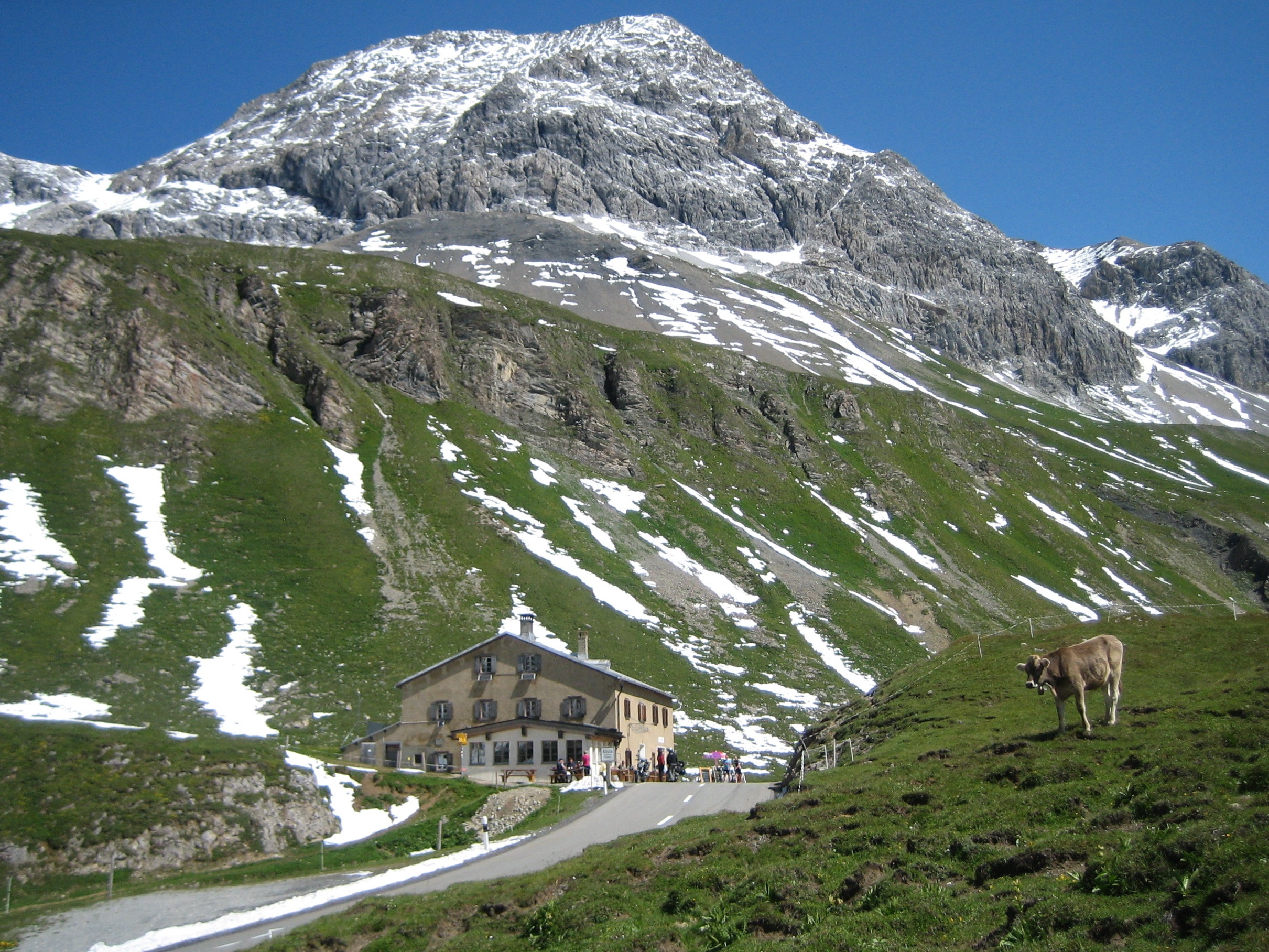
Piz Üertsch

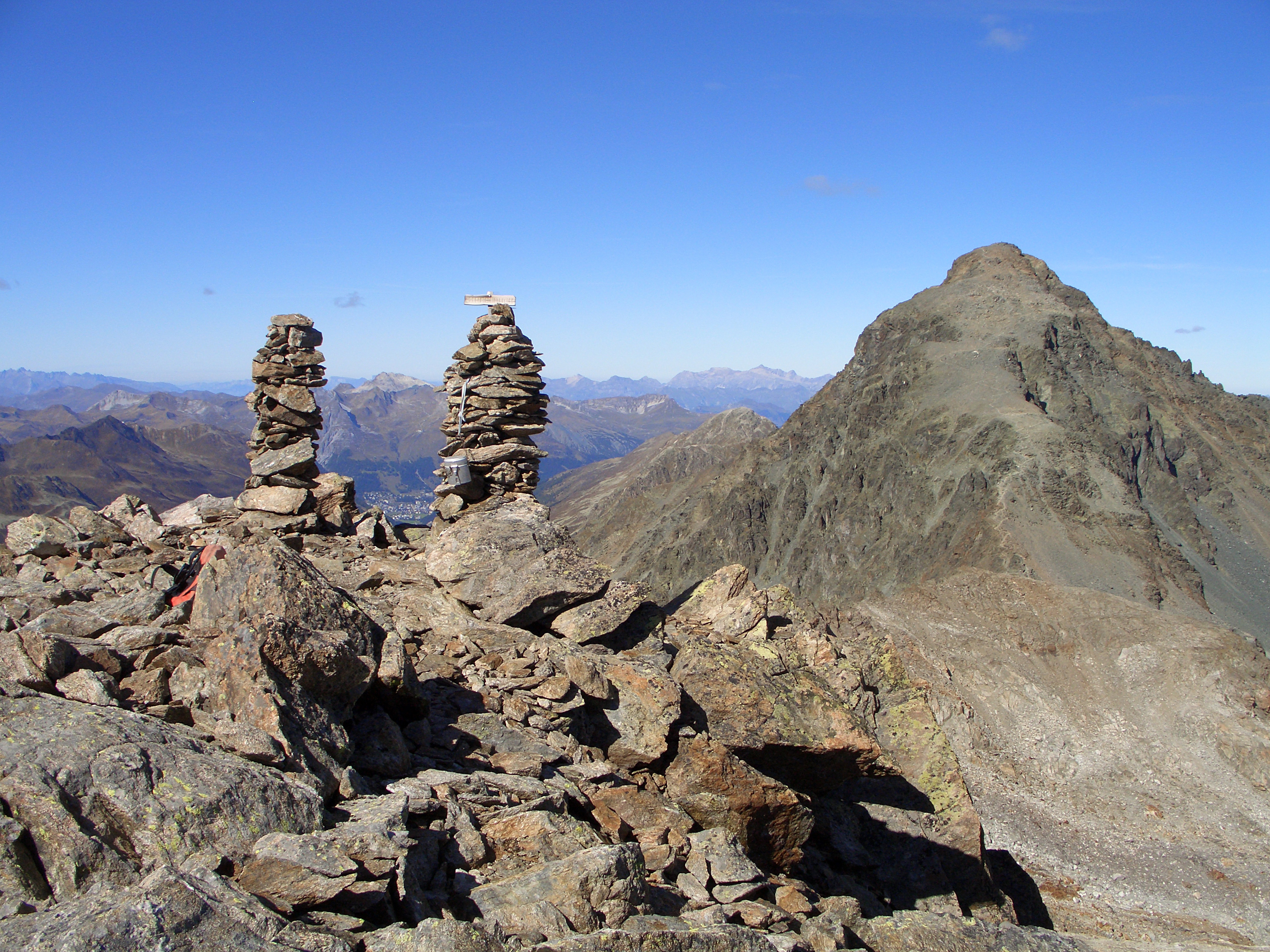
Schwarzhorn

Secondo le definizioni della SOIUSA la Catena Kesch-Chüealphorn-Grialetsch ha i seguenti limiti geografici: Passo Flüela, Engadina, Val d'Alvra, Passo dell'Albula, fiume Albula, fiume Landwasser, Davos, Passo Flüela.
Essa raccoglie la parte nord-orientale delle Alpi dell'Albula.

## Classificazione
La SOIUSA definisce la Catena Kesch-Chüealphorn-Grialetsch come un supergruppo alpino e vi attribuisce la seguente classificazione:
- Grande parte = Alpi Orientali
- Grande settore = Alpi Centro-orientali
- Sezione = Alpi Retiche occidentali
- Sottosezione = Alpi dell'Albula
- Supergruppo = Catena Kesch-Chüealphorn-Grialetsch
- Codice =  II/A-15.II-B

## Suddivisione
La Catena Kesch-Chüealphorn-Grialetsch viene suddivisa in quattro gruppi e otto sottogruppi:
- Gruppo del Kesh i.s.a. (4)
  - Gruppo dell'Albula (4.a)
  - Gebirgstock der Tschimas da Tisch (4.b)
  - Gruppo del Kesh in senso stretto (4.c)
  - Gruppo del Piz Forun (4.d)
- Gruppo Ducan-Monsteiner (5)
  - Gruppo del Ducan (5.a)
  - Gruppo del Monsteiner (5.b)
- Gruppo Chüealphorn-Schwarzhorn (6)
  - Gruppo del Chüealphorn (6.a)
  - Gruppo del Schwarzhorn (6.b)
- Gruppo del Grialetsch (7)

## Montagne
Le montagne principali appartenenti alla Catena Kesch-Chüealphorn-Grialetsch sono:
- Piz Kesch - 3.418 m
- Piz Üertsch - 3.268 m
- Schwarzhorn - 3.146 m
- Piz Grialetsch - 3.131 m
- Chüealphorn - 3.078 m
- Hoch Ducan - 3.063 m
- Piz Forun - 3.052 m
- Tschimas da Tisch - 2.872 m